# Erik ten Hag
Erik ten Hag (ur. 2 lutego 1970 w Haaksbergen) – holenderski trener i piłkarz występujący na pozycji obrońcy. Obecnie pełni funkcję trenera niemieckiego klubu Bayer Leverkusen.

## Kariera piłkarska
Ten Hag jest wychowankiem klubu FC Twente. W 1989 roku zadebiutował on w pierwszej drużynie tego klubu. Po roku gry zdecydował się na odejście do De Graafschap. Tam, po dwóch latach gry, przyciągnął uwagę swoich dawnych pracodawców z FC Twente i zdecydował się powrócić do klubu. W 1994 roku ponownie opuścił swój macierzysty klub, przenosząc się do RKC Waalwijk. Już po roku gry zdecydował się na kolejne przenosiny, tym razem do FC Utrecht. W 1996 roku, po raz trzeci został piłkarzem FC Twente. W 2002 roku, jako piłkarz tego klubu, zdecydował się zakończyć piłkarską karierę.

## Kariera trenerska

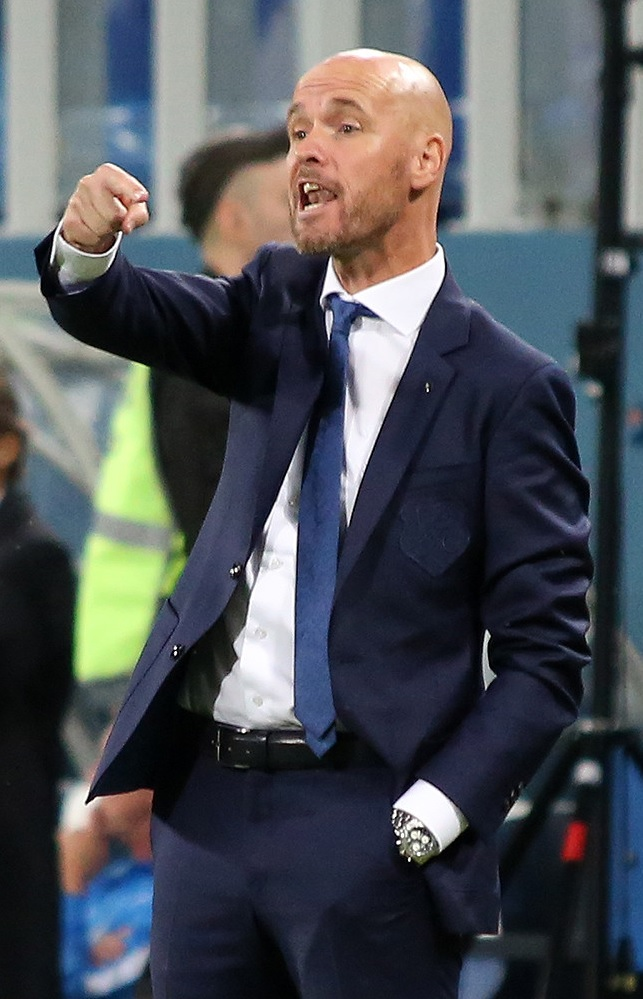
Erik ten Hag w 2017

Ten Hag zaczynał karierę trenerską dokładnie tam, gdzie piłkarską, czyli w FC Twente. W 2006 roku został asystentem trenera tego klubu. To stanowisko pełnił do 2009 roku, kiedy to został asystentem trenera PSV Eindhoven. W 2012 roku rozpoczął karierę pierwszego szkoleniowca, obejmując zespół Go Ahead Eagles. Już po roku trenowania tego zespołu, odszedł z niego i został szkoleniowcem drużyny rezerw Bayernu Monachium. W 2015 roku powrócił do klubu FC Utrecht, tym razem zostając trenerem tego klubu. W grudniu 2017 roku został ogłoszony nowym szkoleniowcem Ajaksu Amsterdam, tym samym porzucając pracę w Utrechcie.
21 kwietnia 2022 roku został ogłoszony nowym menedżerem Manchesteru United. Ten Hag podpisał kontrakt na trzy lata z opcją przedłużenia o kolejny rok. Pierwszym transferem holendra był Tyrell Malacia, którego Manchester United pozyskał z Feyenoordu. Na ławce trenerskiej Manchesteru United zadebiutował 12 lipca 2022 roku w wygranym 4:0 meczu przeciwko Liverpoolowi. Kolejnymi transferami Holendra byli Christian Eriksen, któremu 1 lipca wygasł kontrakt z Brentford F.C. oraz Lisandro Martínez którego Czerwone Diabły pozyskały z Ajaxu. 22 sierpnia 2022 roku przed starciem z Liverpoolem Czerwone Diabły zaprezentowały na Old Trafford Casemiro, którego pozyskały z Realu Madryt. 1 września kontrakt z klubem podpisał Antony oraz wypożyczono z Newcastle United Martina Dúbravkę. W zimowym oknie transferowym wypożyczono z Crystal Palace Jacka Butlanda, Wouta Weghorsta z Burnley oraz Marcela Sabitzera z Bayernu Monachium. Pomimo burzliwego początku klub pod wodzą Holendra ustabilizował formę i na początku roku 2023 zajmował 4. miejsce w lidze pokonując po drodze min. Liverpool (2:1), Arsenal (3:1), Tottenham (2:0) czy Manchester City (2:1).
Zespół holendra także zdołał pokonać w 1/16 finału Ligi Europy hiszpańską FC Barcelonę pokonując ją 4:3 w dwumeczu. 26 lutego 2023 roku Manchester United sięgnął pod jego wodzą po pierwsze trofeum od 6 lat, wygrywając 2:0 w finale Pucharu Ligi z Newcastle United. 20 kwietnia 2023 roku Czerwone Diabły przegrały dwumecz 5:2 z Sevillą w 1/4 finału Ligi Europy. W Premier League Manchester United zajął 3. miejsce tracąc do zwycięskiego Manchesteru City 14 punktów. 3 czerwca 2023 roku „Czerwone Diabły” przegrały w finale Pucharu Anglii z Manchesterem City 2:1.
Pierwszym transferem w nowym sezonie został Mason Mount. Po 12 latach spędzonych na Old Trafford z klubem pożegnał się David de Gea, który zanotował 545 oficjalnych meczów w barwach Czerwonych Diabłów. 16 lipca 2023 roku po decyzji Erika ten Haga w klubie nastąpiła zmiana kapitana drużyny, pełniącego tę funkcję Harry’ego Maguire’a zastąpił Bruno Fernandes. Po odejściu z klubu Davida de Gei Czerwone Diabły rozpoczęły poszukiwania nowego bramkarza. Wybór padł na André Onane, którego klub pozyskał z Interu Mediolan. 5 sierpnia gdzie Czerwone Diabły mierzyły się z RC Lens na Old Trafford, klub poinformował o trzecim transferze którym był Rasmus Højlund kupiony z Atalanty BC. W ostatnim dniu letniego okienka transferowego zakontraktowano Altaya Bayındıra i Jonny’ego Evansa oraz wypożyczono Sergio Reguilóna i Sofyana Amrabata. 1 listopada 2023 roku Manchester United odpadł w czwartej rundzie Pucharu Ligi, przegrywając 0:3 z Newcastle United. 12 grudnia 2023 roku Manchester United odpadł z Ligi Mistrzów, zajmując ostatnie miejsce w grupie za takimi zespołami jak: Bayern Monachium, FC Kopenhaga i Galatasaray. W Premier League Manchester United zajął 8. miejsce tracąc do zwycięskiego Manchesteru City 31 punktów. 25 maja 2024 roku Czerwone Diabły pokonały 2:1 w finale Pucharu Anglii Manchester City.
14 lipca 2024 roku ogłoszono pierwszy transfer w nowym sezonie, którym był Joshua Zirkzee zakupiony z Bologna FC. Następnie do klubu trafił Leny Yoro. 10 sierpnia 2024 roku Manchester United przegrał 7:6 po rzutach karnych w meczu o Tarczę Wspólnoty z Manchesterem City– w regulaminowym czasie gry było 1:1. Trzy dni później Czerwone Diabły pozyskały z Bayernu Monachium Matthijsa de Ligta oraz Noussaira Mazraouiego. W ostanim dniu letniego okienka transferowego Manchester United zakontraktował Manuela Ugarte. 28 października 2024 został zwolniony ze stanowiska menadżera pierwszej drużyny Manchesteru United.

## Statystyki trenerskie
Stan na 28 października 2024
| Zespół              | Od              | Do                   | Statystyka | Statystyka | Statystyka | Statystyka | Statystyka  |
| Zespół              | Od              | Do                   | Mecze      | Wygrane    | Remisy     | Przegrane  | % wygranych |
| ------------------- | --------------- | -------------------- | ---------- | ---------- | ---------- | ---------- | ----------- |
| Go Ahead Eagles     | 1 lipca 2012    | 6 czerwca 2013       | 39         | 18         | 11         | 10         | 46,15       |
| Bayern Monachium II | 6 czerwca 2013  | 22 maja 2015         | 72         | 48         | 10         | 14         | 66,67       |
| FC Utrecht          | 23 maja 2015    | 27 grudnia 2017      | 111        | 56         | 26         | 29         | 50,45       |
| AFC Ajax            | 28 grudnia 2017 | 15 maja 2022         | 215        | 158        | 28         | 29         | 73,49       |
| Manchester United   | 23 maja 2022    | 28 października 2024 | 128        | 70         | 23         | 35         | 54,69       |
| Łącznie             | Łącznie         | Łącznie              | 565        | 350        | 98         | 117        | 61,95       |

## Osiągnięcia

### Zawodnik
De Graafschap
- Eerste divisie: 1990/1991

FC Twente
- Puchar Holandii: 2000/2001

### Trener
Ajax Amsterdam
- Mistrzostwo Holandii: 2018/2019, 2020/2021, 2021/2022
- Puchar Holandii: 2018/2019, 2020/2021
- Superpuchar Holandii: 2019

Manchester United
- Puchar Anglii: 2023/2024
- Puchar Ligi: 2022/2023